# Tharpyna
Tharpyna là một chi nhện trong họ Thomisidae.